# Samuel Tourneux
Samuel Tourneux (França, 6 de julho de 1973) é um cineasta francês. Como reconhecimento, foi nomeado ao Oscar 2008 na categoria de Melhor Animação em Curta-metragem por Même les pigeons vont au paradis.